# David J. Stevenson
David J. Stevenson   (Nova Zelanda, 2 de setembre de 1948) és professor de ciències planetàries a Caltech. Originari de Nova Zelanda, va rebre el seu Doctorat de la Universitat Cornell en física, on va proposar un model per a l'interior de Júpiter. És conegut per aplicar la mecànica de fluids i la magnetohidrodinàmica per comprendre l'estructura interna i l'evolució dels planetes i les llunes. El 1984 va rebre el Premi H.C. Urey atorgat per la Divisió de ciències planetàries de l'American Astronomical Society. És membre de la Royal Society i membre de l'Acadèmia Nacional de Ciències dels Estats Units.

## L'enviament d'una sonda a la Terra
La idea d'Stevenson sobre l'enviament d'una sonda a la Terra inclou l'ús d'armes nuclears per trencar l'escorça terrestre, alhora que es fon i omple l'esquerda amb ferro fos que conté una sonda. El ferro, per l'acció del seu pes, propagarà una esquerda al mantell i posteriorment s'enfonsaria i arribaria al nucli de la Terra en setmanes. La comunicació amb la sonda s'aconseguiria amb ones acústiques modulades. Aquesta idea es va utilitzar en el llibre Artemis Fowl: The Opal Deception.